# Video Girl Ai
 (avril 2017).
Si vous disposez d'ouvrages ou d'articles de référence ou si vous connaissez des sites web de qualité traitant du thème abordé ici, merci de compléter l'article en donnant les références utiles à sa vérifiabilité et en les liant à la section « Notes et références ».
Video Girl Ai (電影少女, Den'ei Shōjo, Video Girl) est un manga de Masakazu Katsura. Publié en 1989, initialement dans Weekly Shōnen Jump, il a été adapté en une série de six OAV. La série a été publiée en France par les éditions Tonkam.

## Synopsis
Yota, garçon très timide, brûle d'amour pour Moemi, qui elle n'a d'yeux que pour Takeshi, le meilleur ami de Yota.
Un jour Yota entre dans un vidéo-club, dont le gérant lui prête une cassette vidéo d'une jeune fille nommée Ai, qui sort de l'écran pour aider Yota à avouer son amour !
Mais le magnétoscope de Yota est légèrement défectueux, et Ai ne sera pas telle qu'elle aurait dû être…

## Personnages
- Ai Amano (天野 あい, Amano Ai?)
- Yota Moteuchi (弄内 洋太, Moteuchi Yōta?)
- Moemi Hayakawa (早川 もえみ, Hayakawa Moemi?)
- Takashi Niimai (新舞 貴志, Nīmai Takashi?)
- Nobuko Nizaki (仁崎 伸子, Nizaki Nobuko?)
- Natsumi Yamaguchi (山口 夏美, Yamaguchi Natsumi?)

## Manga

### Publication
Paru en prépublication dans les magazines Animerica Extra et Weekly Shōnen Jump (éditions Shūeisha). La version reliée comporte quinze volumes, avec Video Girl Len.
En 2018, le manga dépasse les 14 millions de copies imprimées au Japon
Publié en Allemagne chez Carlsen Comics, aux États-Unis aux éditions Viz Media, en français aux éditions Tonkam, en Pologne chez Waneko.

### Liste des volumes
- Première édition Tonkam :

1. Un amour impossible, juin 1994  (ISBN 2-910645-010)
2. La Disparition, juillet 1994  (ISBN 2-910645-02-9)
3. Régénération, septembre 1994  (ISBN 2-910645-03-7)
4. Première expérience, décembre 1994  (ISBN 2-910645-05-3)
5. Dualité, février 1995  (ISBN 2-910645-11-8)
6. Le Dénouement, mars 1995  (ISBN 2-910645-12-6)
7. La Réapparition, mai 1995  (ISBN 2-910645-14-2)
8. Premier rendez-vous, juin 1995  (ISBN 2-910645-19-3)
9. Souvenirs, septembre 1995  (ISBN 2-910645-22-3)
10. La Solution, janvier 1996  (ISBN 2-910645-28-2)
11. Vitalité, mars 1996  (ISBN 2-910645-29-0)
12. Jalousie, mai 1996  (ISBN 2-910645-42-8)
13. Le Bonheur, octobre 1996  (ISBN 2-910645-43-6)
14. Un cœur blessé, décembre 1996  (ISBN 2-910645-54-1)
15. Amour et affection, février 1997  (ISBN 2-910645-55-X)

- Existe également en réédition deluxe en neuf volumes.

## Film en prise de vues réelles
Film réalisé par Ryū Kaneda (金田 龍, Kaneda Ryū) et sorti en 1991, avec Kaori Sakagami dans le rôle d'Ai.

## OAV

### Fiche technique
- Réalisation : Mizuho Nishikubo (西久保 瑞穂, Nishikubo Mizuho?)
- Pays d'origine :  Japon
- Date
  -  Japon : 1992
- Genre : comédie romantique, science fiction

### Distribution
- Megumi Hayashibara : Ai Amano
- Takeshi Kusao : Yota Moteuchi
- Kōji Tsujitani : Takashi Niimai
- Yuri Amano : Moemi Hayakawa
- Hirotaka Suzuoki : Créateur de Ai
- Kenichi Ogata : Manager de Gokuraku
- Wataru Takagi : Membre de l'équipe

### Chansons
- Générique de début : Ureshi Namida par Noriko Sakai
- Générique de fin : Ano hi ni… par Maki Kimura (木村 真紀?)

### Épisodes
1. Je te consolerai : Je te consolerai (なぐさめてあげる, Nagusamete ageru?)
2. Le cadeau : Présent (プレゼント, Purezento?)
3. Premier rendez-vous : L'anniversaire du rendez-vous où j'ai porté pour la première fois les vêtements que Yota m'avait offert (洋太がくれた服を着て初めてデートした記念日, Yōta ga kureta fuku o kite hajimete dēto shita kinenbi?)
4. La déclaration d'amour : Confession (告白, Kokuhaku?)
5. Aï disparaît : Ai disparait ! (あいが消える!, Ai ga kieru!?)
6. Aï Aï Aï : Tristesse - Ai - amour (哀・あい・愛, Ai-ai-ai?)

## Roman
Roman composé de trois histoires courtes par Sukehiro Tomita (富田 祐弘, Tomita Sukehiro) en 1992 :
- Amano Ai (天野あい?)
- Kagetori Yū (影取ゆう?)
- Kayama Yume (香山ゆめ?)

Édition française sortie en 1999 chez Tonkam (Aï Amano, You Kagetori et Yume Kayama)  (ISBN 2-912-628-70-9).

## Jeu vidéo
- Virtual Girl Lun sorti en 1999 édité par Banpresto. Ce jeu de drague inspiré du manga n'a jamais dépassé les frontières japonaises. On y retrouve Moemi et Nobuko, ainsi que certains lieux de la série comme le lycée.

## Drama
Un drama est diffusé en 2018 sous le nom de Den'ei Shōjo ~Video Girl Ai 2018~ (電影少女 -VIDEO GIRL AI 2018-) avec Nanase Nishino dans le rôle d'Ai, suivi de Den'ei Shōjo ~Video Girl Mai 2019~ (電影少女 -VIDEO GIRL MAI 2019-) en 2019 avec Mizuki Yamashita dans le rôle de Mai.